# Manuel Carlés
Manuel Carlés (Rosario; 1875 - Buenos Aires; 1946) fue un escritor y político argentino de la Unión Cívica Radical. Fue el fundador de la Liga Patriótica Argentina, de ideología de ultraderecha nacionalista.

## Biografía
Entre 1898 y 1912 fue un dirigente nacionalista porteño comisionado para desempeñar diferentes cargos oficiales. Llegó a obtener una banca de diputado de la Nación por la provincia de Santa Fe y luego por Capital Federal en 1904 representando al pellegrinista Partido Autonomista, del que Carlés fue uno de sus jóvenes dirigentes. El presidente Hipólito Yrigoyen lo nombró interventor de la provincia de Salta en 1918. Fue profesor del Colegio Militar de la Nación, tuvo activa participación durante  la Semana Trágica, al mando de los soldados junto general Luis Dellepiane –puesto por el propio Hipólito Yrigoyen para conjurar las protestas de los trabajadores de los Talleres Vasena. La Liga financiada desde el gobierno nacional desplegó grupos para acompañar en sus autos descapotados, armados de carabinas y revólveres- a las fuerzas conducidas por el general Dellepiane en la represión de los obreros de los Talleres Vasena, que dejó centenares de muertos enterrados en fosas comunes.
El 5 de abril de 1921 asumió el cargo de presidente de la Liga Patriótica Argentina, fundada el 19 de febrero de ese año. Esta estuvo formada por destacados dirigentes radicales, entre ellos: Leopoldo Melo, Ezequiel Gallo, el general Luis Dellepiane, el propio Carlés y  monseñor Miguel de Andrea. 

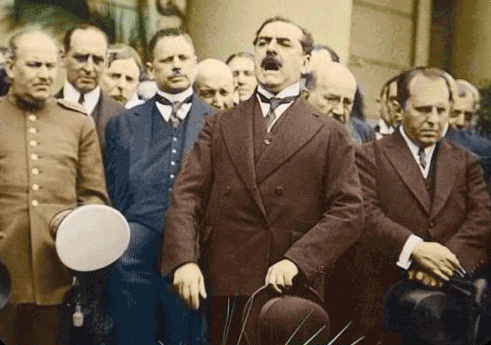
Manuel Carlés (en el centro) dando un discurso.

Desde esta organización protofascista se alentó la persecución de judíos, anarquistas, socialistas, comunistas y extranjeros. En enero de 1922, Carlés se hace presente en Río Gallegos luego de los levantamientos obreros en el territorio de Santa Cruz y la conocida represión que pasó a denominarse Patagonia Rebelde o Patagonia Trágica. En esta, entre unos 300 y 1.500 obreros fueron fusilados o muertos por el ejército argentino, por lo que luego Carlés condecoraría a todos los soldados y oficiales implicados en esta represión. 
La recorrida por las poblaciones del sur, de la cual también participó el secretario de la Liga Patriótica Josué Quesada, estuvo motivada por los propietarios de estancias del sur que habían recurrido a los auxilios de la Liga Patriótica para la formación de brigadas -grupos parapoliciales- para la defensa de sus propiedades. De esta forma, Carlés recorre las localidades portuarias de la Patagonia en gira propagandística: Puerto Madryn, Comodoro Rivadavia, Puerto Deseado, Puerto San Julián, Puerto Santa Cruz, Río Gallegos y Ushuaia, logrando crear o reforzar unas 250 brigadas en los territorios del sur. En cada una de las localidades que recorrió Carlés fue agasajado y dio conferencias alabando la organización de las brigadas del sur, el accionar del Ejército y los ideales impulsados por la Liga Patriótica.
Posteriormente, Manuel Carlés sería condecorado por Marcelo Torcuato de Alvear, quién lo nombró interventor de la provincia de San Juan en 1923. A fines de noviembre de dicho año sufrió un atentado contra su vida, perpetrado por el obrero anarquista Desiderio Funes. Éste alegó que "con su acto quiso  exteriorizar la muda protesta del proletariado". Carlés resultó ileso del disparo hecho por Funes. Este último sería llevado a diferentes dependencias de la policía federal donde sería torturado durante 57 días hasta su muerte en manos del comisario Eduardo Señorans.
Con el ascenso del fascismo en Italia y Alemania se declararía admirador del régimen de Mussolini, junto con Roberto Noble y Eduardo Señorans sería uno de los organizadores del acto ocurrido el 10 de abril de 1938, para festejar la anexión de Austria a la Alemania nazi, conocido como Anschluss y ocurrida en marzo del mismo año, en estadio Luna Park de Buenos Aires.
Falleció el 25 de octubre de 1946, a los 71 años de edad, en Buenos Aires. El 5 de noviembre de 1946, fue inhumados en el Cementerio El Salvador de Rosario.

## Frases
Si hay extranjeros que, abusando de la condescendencia social, ultrajan el hogar de la patria, hay caballeros patriotas capaces de presentar su vida en holocausto contra la barbarie, para salvar la civilización.
Manuel Carlés

Cuando parecía que la civilización argentina hubiera de malograrse por la acción de la audacia desenfrenada del extranjerismo sectario, la providencia, custodia de los argentinos, creó la Liga Patriótica Argentina y ¡basta! dijimos a la insolencia. A pesar de su prensa procaz, conseguimos enjaular a la fiera y salvar a los trabajadores amedrentados.
Manuel  Carlés

## Libros y folletos
Publicó libros, algunos de los cuales son:
- Organización de la soberanía
- Organización de la economía rural
- El culto de la Patagonia. Sucesos de Santa Cruz, Buenos Aires: Biblioteca de la Liga Patriótica Argentina, 1922